# Ctenopharynx pictus
Ctenopharynx pictus es una especie de peces de la familia Cichlidae en el orden Perciformes.

## Morfología
Los machos pueden llegar alcanzar los 12,6 cm de longitud total.

## Alimentación
Come pequeños invertebrados, principalmente copépodos  bentónicos.

## Hábitat
Es una especie de clima tropical entre 24 °C-26 °C de temperatura.

## Distribución geográfica
Se encuentran en África: lago Malawi.